# Piotr Szyło (szpieg)
Piotr Iwanowicz Szyło, ros. Пётр Иванович Шило, ps. "Tawrin", "Politow" (ur. w 1909 we wsi Bobrik w obwodzie czernichowskim, zm. 28 marca 1952 w ZSRR) – radziecki współpracownik Abwehry, uczestnik tajnej operacji dywersyjnej wymierzonej w przywódców ZSRR podczas II wojny światowej

## Życiorys
W okresie międzywojennym mieszkał w gospodarstwie rolnym ojca. W 1930 r., po jego rozkułaczeniu, przeniósł się do miasta Nieżyn, gdzie podjął pracę w urzędzie pracy zajmującym się szukaniem robotników dla budowy wielkich kombinatów przemysłowych. Wyjechał w delegację służbową do rejonu głuchowskiego obwodu czernichowskiego, defraudując dużą sumę pieniędzy. Zamierzał zbiec do Saratowa, ale aresztowano go i skazano na karę kilku lat więzienia. Udało mu się uciec. Ukrywał się na obszarze irkuckiego, a potem obwodu woroneskiego w domu żony. Po pożarze, w wyniku którego spaliły się wszystkie dokumenty, wyrobił sobie nowe na fałszywe nazwisko Tawrin. Rozpoczął studia wyższe na Woroneskim Instytucie Sądowniczym, ale ich nie ukończył. Znalazł pracę w prokuraturze w Woroneżu, ale po roku ją rzucił. Przeniósł się do Kijowa, gdzie został ponownie aresztowany. Osadzono go w więzieniu w Woroneżu, ale podczas robót polowych znowu zbiegł. Mieszkał w Taszkencie, a następnie Ufie. W 1940 r. przybyła do niego żona, po czym wyjechali do Swierdłowska. 14 lipca tego roku został zmobilizowany do Armii Czerwonej. Po ataku wojsk niemieckich na ZSRR 22 czerwca 1941 r., objął dowództwo kompanii karabinów maszynowych 1196 Pułku Strzeleckiego 359 Dywizji Strzeleckiej. Był odznaczony 2 medalami. 
Pod koniec maja 1942 r. w rejonie Rżewa przeszedł na stronę Niemców. Początkowo został naczelnikiem ochrony stacji kolejowej w Syczewce. Następnie osadzono go w specjalnym obozie jenieckim w Lötzen. Tam poznał Gieorgija N. Żylenkowa, b. komisarza politycznego jednej z brygad Armii Czerwonej, któremu przedstawił się jako b. współpracownik NKWD. Po pewnym czasie P. I. Szyło alias Tawrin został skierowany do pracy w oddziale propagandy, zajmując się tłumaczeniem przechwyconych przez Niemców listów żołnierzy sowieckich. Zarobione pieniądze przegrał jednak w karty, z powodu czego Niemcy aresztowali go i osadzili w obozie jenieckim w Hammelburgu, gdzie pracował fizycznie. Tam ponownie spotkał G. N. Żylenkowa, który był wówczas generałem Rosyjskiej Armii Wyzwoleńczej (ROA). Dzięki jego wstawiennictwu udało mu się podjąć współpracę z Abwehrą. Trafił do szkoły wywiadowczej w rejonie Wiednia. Podczas szkolenia kilka razy jeździł do Berlina, gdzie spotykał się z szefem Unternehmen "Zeppelin" SS-Obersturmbannführerem Heinzem Greife. W wyniku ich rozmów narodził się pomysł wysłania P. I. Szyły w przebraniu do Moskwy w celu zabicia przywódców sowieckich. Nadzór nad operacją przejął SS-Obersturmbannführer Otto Kraus, a P. I. Szyło został przeniesiony do obozu ćwiczebnego pod Pskowem. Przechodząc specjalistyczne przeszkolenie, formalnie pracował w jednej z miejscowych fabryk. Poznał tam swoją nową żonę, która była buchalterem. Niemcy postanowili wykorzystać ją w planowanej operacji. Otrzymała pseudonim "Adamczik". Późną wiosną 1944 r. ich szkolenie zakończyło się. 
Pierwsza próba przerzucenia małżeństwa agentów przez linię frontu, podjęta w czerwcu, nie udała się, gdyż samolot, którym lecieli, został ostrzelany przez sowiecką artylerię przeciwlotniczą. Kolejny termin nie doszedł do skutku z powodu awarii samolotu. Dopiero w nocy 5/6 września zostali oni przerzuceni w rejon wsi Karmanowo w obwodzie smoleńskim. Piotr I. Szyło był przebrany w mundur majora Armii Czerwonej. Drogę do Moskwy miał odbyć na motocyklu. Jednakże 17 września aresztowali ich funkcjonariusze Ludowego Komisariatu Bezpieczeństwa Państwowego. Z Niemcami została nawiązana gra wywiadowcza, która polegała na tym, że żona P. I. Szyły wysyłała do Berlina radiostacją spreparowane informacje wywiadowcze. Operacja pod nazwą "Tuman" trwała aż do maja 1945 r. 1 lutego 1952 r. po procesie P. I. Szyłę i jego żonę skazano na karę śmierci przez rozstrzelanie.